# 토머스 콜
토머스 콜(영어: Thomas Cole, 1801년 2월 1일~1848년 2월 11일)은 영국 태생의 미국의 화가이자 허드슨 리버 화파 미술 운동의 창시자이다. 콜은 미국 최초의 중요한 풍경화가로 알려져 있으며 낭만적인 풍경화와 역사화를 그린 것으로 유명하다. 유럽 화가들의 영향을 받았지만 미국적인 감성이 강한 그는 활동 기간 내내 다작 활동을 했으며 주로 캔버스에 유화 작업을 했다. 그의 그림은 전형적으로 우화적이며, 종종 분위기 있고 감동을 주는 자연 경관을 배경으로 작은 인물이나 구조물들을 묘사한다. 그는 일반적으로 현실 도피 적인 그림으로, 그가 자랐던 산업 혁명 시대 영국의 스모그가 가득한 도시 풍경과 대조되는 자연의 에덴으로 신세계를 묘사한다. 그의 작품은 종종 보수적인 것으로 여겨지며 산업주의, 도시주의, 서부 확장의 현대적 경향을 비판한다.

## 어린 시절과 개인사

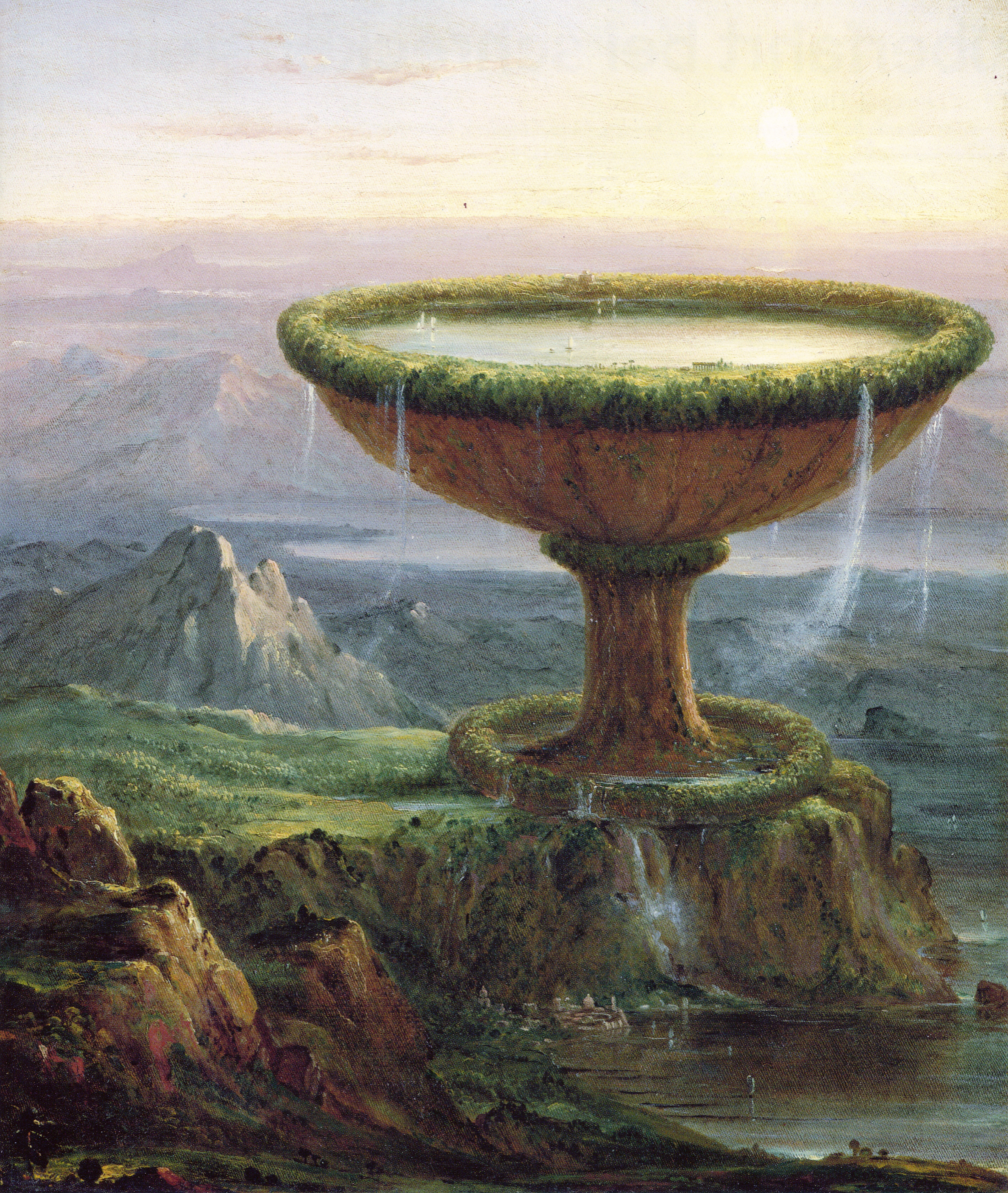
《거인의 잔》, 1833년, 메트로폴리탄 미술관

1801년 잉글랜드 랭커셔주의 볼튼러무어스(Bolton le Moors)에서 태어난 콜은 1818년 가족과 함께 미국으로 이주하여 오하이오주 슈토이벤빌에 정착했다. 그는 22세의 나이에 필라델피아로 이사했고 1825년에는 뉴욕주의 캐츠킬로 이사하여 1848년 사망할 때까지 아내와 아이들과 함께 살았다.
콜은 일찍부터 조각가로서 일했다. 그는 주로 책과 다른 예술가들의 작품을 연구하며 독학으로 화가로서의 꿈을 넓혔다. 1822년에 그는 초상화가로 일하기 시작했고 나중에는 점차 풍경화로 관심을 옮겼다.